# 約翰·道格拉斯 (建築師)
約翰·道格拉斯（英語：John Douglas，1830年4月11日—1911年5月23日），英國建築師，在北威爾斯柴郡和西北英格蘭設計了約五百棟建築，其中以伊頓庄园最著名。他在蘭開斯特受訓，從柴郡切斯特的辦公室開始他的生涯。最初他獨立經營，但從1884年、他過世前兩年開始，他與兩名助手一同合作。
道格拉斯的作品有新建或修復現有的教堂、教堂裝飾與房屋等建築，包括商店、銀行、辦公室、紀念館與公共建設。其建築風格屬於折衷主義。道格拉斯於哥德復興時期工作，而他的許多作品融入了英式哥德風格的元素。他也受到了歐洲大陸的建築風格的影響，包括法國、德國與荷蘭建築的元素。然而，他最為人周知的或許還是他的作品中對本土元素的結合，尤其是木造骨架，其受到切斯特的黑白復興的影響。其他道格拉斯所採用的本土元素包括掛瓦法、塗灰泥、菱形花紋裝飾磚的使用，以及高煙囪的設計。其中獨特而重要的一點，則是道格拉斯對細木與高度精細木雕的使用。
道格拉斯一生中常有富有的地主和企業家委託他打造建築，尤其是擁有伊頓別墅的西敏公爵一家。他大多數的作品保存至今，特別是教堂。切斯特城市裡擁有道格拉斯為數不少的建築作品，其中最受推崇的便是他木造骨架的黑白建築，以及東門鐘塔。道格拉斯畢生的作品，則以伊頓別墅，以及艾克雷斯頓、艾浮德與波浮德四周的村莊所收藏的為數最多。

## 生平

### 早年
1830年4月11日，約翰·道格拉斯出生於柴郡珊蒂威，並於1830年5月16日於維弗漢的聖瑪麗教堂受洗。他在家中四個孩子排行第二，也是約翰與瑪麗·道格拉斯（1792–1863，父姓辛德莉）唯一的兒子。老約翰·道格拉斯在約莫1798–1800年間出生於北安普敦，而他的妻子則是生於艾浮德，一個柴郡伊頓莊園的村莊；她的父親是艾克雷斯頓的莊內鐵匠。

### 書目資料
- Hubbard, Edward, , The Buildings of Wales, London: Penguin, 1986, ISBN 0-14-071052-3
- Hubbard, Edward, , London: The Victorian Society, 1991, ISBN 0-901657-16-6
- Pevsner, Nikolaus, , The Buildings of England, New Haven and London: Yale University Press, 2002 [1969], ISBN 0-300-09617-8
- Pevsner, Nikolaus; Hubbard, Edward, , The Buildings of England, New Haven and London: Yale University Press, 2003 [1971], ISBN 0-300-09588-0
- Pollard, Richard; Pevsner, Nikolaus, , The Buildings of England, New Haven and London: Yale University Press, 2006, ISBN 0-300-10910-5